# 화락천
화락천 (범어: Nirmānnarati, 팔리어:  Nimmānarati)은 욕계(欲界)의및 육욕천 (六欲天)중 제 5 천이다. 화천(化天) 화자락천(化自楽天), 화자재천(化自在天) 악변화천(楽変化天)이라고도 불린다.

## 개요
이 천(天)에 태어난 사람은 자신의 대경(対境)을  변화시켜 오락(娯楽)의 경(境)을 만든다. 천인의 신장은 2리 (里)반으로 항상 빛을 발하고 있으며 수명은 8천세로 인간의 8백년을 1일1밤으로 한다. 또한 남녀가 서로 마주보고 웃으면, 즉 교구(交媾)의 목적을 달하면 자식은 남녀의 무릎위에서 화생(化生)하는데 그 크기는 인간의 12살 남자아이정도라고 한다.

### 원
1. ↑  「化楽天」 - 大辞林 第三版
2. ↑  [ http://thetimes.seesaa.net/article/431253748.html  輪廻・欲界（前編）] 流れる時代を見る.16, December 2015

## 관련 상품
- 五根
- 五識